# Sin City 2: Damulka warta grzechu
Sin City 2: Damulka warta grzechu (ang.: Sin City: A Dame to Kill For) – amerykański kryminalny thriller neo-noir z 2014 roku w reżyserii Roberta Rodrigueza i Franka Millera. Jest kontynuacją filmu Sin City: Miasto grzechu z 2005, również wyreżyserowanego przez Rodrigueza i Millera. Oba filmy powstały na podstawie serii komiksów Franka Millera. Damulka warta grzechu jest ekranizacją jednej opowieści zatytułowanej „Just Another Saturday Night”, natomiast pozostałe dwie historie - „The Long Bad Night” i „Nancy's Last Dance” - są oryginalne, napisane specjalnie na potrzeby filmu.

## Obsada
- Mickey Rourke - Marv
- Josh Brolin - Dwight McCarthy
- Eva Green - Ava Lord
- Joseph Gordon-Levitt - Johnny
- Powers Boothe - Senator Roark
- Jessica Alba - Nancy Callahan
- Bruce Willis - John Hartigan
- Rosario Dawson - Gail
- Jamie Chung - Miho
- Dennis Haysbert - Manute
- Jaime King - Goldie / Wendy
- Christopher Meloni - Detektyw Mort
- Jeremy Piven - Detektyw Bob
- Christopher Lloyd - Doktor Kroenig
- Jude Ciccolella - Porucznik Liebowitz
- Stacy Keach - Wallenquist
- Julia Garner - Marcy
- Juno Temple - Sally
- Ray Liotta - Joey
- Marton Csokas - Damien Lord
- Lady Gaga - Kelnerka Bertha
- Alexa Vega - Gilda